# Cantharis
Cantharis Linnaeus, 1758 é um género de insectos da ordem dos coleópteros (Coleoptera), família dos cantarídeos (Cantharidae), que integra as espécies conhecidas pelo nome comum de cantárida ou cantáride (do grego transliterado kantharís, pelo latim cantharide = "inseto"). O género tem a sua máxima diversidade na Europa, sendo na sua maioria as espécie de coloração verde-dourada, com reflexos avermelhados. Os coleópteros deste género são ricos em cantaridina, uma substância tóxica e vesicante muito usada na medicina tradicional europeia, como vesicatório ou em beberagens para fins diuréticos ou afrodisíacos. O preparado antigamente utilizado para esses fins, constituído por escaravelhos secos e triturados, era comercializado com o mesmo nome (cantárida).

## Algumas espécies
Entre outras, o géneros Cantharis integra as seguintes espécies:
- Cantharis brancuccii (Svihla, 1992)
- Cantharis bulgarica (Svihla, 1983)
- Cantharis cedricola (Wittmer, 1971)
- Cantharis cincti thorax (Moscardini, 1963)
- Cantharis coronata
- Cantharis cretica (Wittmer, 1971)
- Cantharis cyprogenia (Svihla, 1983)
- Cantharis cryptica
- Cantharis dahlgreni (Wittmer, 1984)
- Cantharis dedicata (Svihla, 2005)
- Cantharis emiliae (Svihla, 1992)
- Cantharis figurata
- Cantharis fusca
- Cantharis gemina (Dahlgren, 1974)
- Cantharis heleocharis (Sato, Okushima & Ishida, 2002)
- Cantharis inthanonensis (Wittmer, 1997)
- Cantharis instabilis
- Cantharis iranica (Wittmer, 1975)
- Cantharis jindrai (Svihla, 2004)
- Cantharis kafkai (Svihla, 1999)
- Cantharis kambaitiensis (Wittmer, 1989)
- Cantharis knizeki (Svihla, 2004)
- Cantharis livida
- Cantharis lucens (Moscardini, 1967)
- Cantharis malaisei (Wittmer, 1989)
- Cantharis melaspoides (Wittmer, 1971)
- Cantharis metallipennis (Wittmer, 1997)
- Cantharis minutemaculata (Wittmer, 1997)
- Cantharis nigricans
- Cantharis obscura
- Cantharis pakistana (Wittmer, 1997)
- Cantharis pallida
- Cantharis pamphylica (Wittmer, 1971)
- Cantharis paulinoi
- Cantharis podistroides (Svihla, 1992)
- Cantharis pyrenaea
- Cantharis reichei
- Cantharis rifensis (Kocher, 1961)
- Cantharis rustica
- Cantharis satoi (Wittmer, 1997)
- Cantharis schoeni (Svihla, 1992)
- Cantharis seinghukuensis (Wittmer, 1989)
- Cantharis shergaoensis (Wittmer, 1989)
- Cantharis sucinonigra (Kuska, 1992)
- Cantharis thibetanomima (Wittmer, 1997)
- Cantharis voriseki (Svihla, 1992)
- Cantharis ziganadagensis (Wittmer, 1971)
- Cantharis zolotikhini (Kazantsev, 1994)